# Водный кластер
Во́дный кла́стер — совокупность молекул воды, соединённых между собой посредством водородных связей. Существование таких кластеров было предсказано теоретически и обнаружено экспериментально. Простейшим примером водного кластера является димер воды {\displaystyle \mathrm {(H_{2}O)_{2}} }. Интерес к изучению водных кластеров вызван их способностью влиять на протекание биологических и других природных процессов. Потенциальными областями технологического применения водных кластеров являются инженерия кристаллов, наноустройства.
По состоянию на 2016 год не было экспериментальных свидетельств существования процесса организованного образования кластеров в чистой воде. Формирование водных кластеров происходит в атмосфере, в растворах, вокруг биомолекул, в супрамолекулярных ансамблях, в кристаллах.
Защитники классической интерпретации структуры жидкостей полагают, что так как период существования кластера в основном объёме весьма мал (водородные связи молекулы воды в подобных условиях образовываются и разрываются с частотой около 1012 Гц, при этом в среднем такая молекула за секунду проходит путь в 150 000 своих диаметров, равный 44 мкм), то, как следствие, кластер с «мерцающей» структурой и малым временем жизни, по их мнению, не может заметно влиять на свойства воды. Согласно статье химиков Ричарда Сэйкалли и Дэвида Уэйлса в журнале Science за 2012 г., изучение водных кластеров необходимо для создания «универсальной» модели воды, исходя из которой с помощью вычислений можно будет точно предсказывать свойства воды во всех её формах, и которая укажет простой путь к разрешению некоторых из многих разногласий относительно природы воды. Возможным развитием такой модели является её обобщение на случай сложных растворов, включающий гидратацию биомолекул.
Отсылка к явлению водных кластеров нередко используется в околонаучных спекуляциях, в которых утверждается, в частности, о существовании у воды «памяти» (например, апологетами гомеопатии), а также о возможности создания и пользе «кластеризованной» воды.